# 12747 Міхаґеферт
12747 Міхаґеферт (12747 Michageffert) — астероїд головного поясу, відкритий 18 грудня 1992 року.
Тіссеранів параметр щодо Юпітера — 3,578.